# Asgaard
Asgaard — польский музыкальный коллектив, основанный в 1994 году.

## История
Музыкальный коллектив Asgaard был образован в 1994 году вокалистом/гитаристом Бартеком Костшевой. Позднее к нему присоединились Войцех Костшева (клавишные) и Яцек Монкевич (бас). Первый музыкальный материал был записан уже год спустя в 1995 году в Studio O’le в формате пятитрековой демоленты, выдержанной в направлении Дум/готик-метал.Демо получило в основном положительные отзывы. В 1997 году происходят некоторые перемены в составе, в результате которых появляются четыре новых музыканта: Малгожата Разняк (вокал, флейта), Хонората Ставицкая, Павел Возняк (гитара) и Роман Голебёвский (ударные). Сама же музыка группы приобретает фольклорные элементы, что выразилось в дебютном альбоме группы When the Twilight Set in Again. Альбом был издан лейблом Mystic Productions в 1998 году, а его продюсированием занимались Docent из Vader и Анджей Бомба.
В 1999 году на том же лейбле вышел второй альбом Ad Sidera, Ad Infinitum, записанный в Manek Studio с помощью продюсера Аркадьюша Мальчевского. Перед запись третьего альбома группы принимает участие в трибьют-альбоме Another Thorn In His Crown - Tribute To No One's, записав кавер-версию композиции группы Rotting Christ The Fourth Knight of Rebelation. В мае 2001 года Asgaard уходят с лейбла и подписываются на Metal Mind Productions, который в этом же году и выпускает третий альбом Ex Oriente Lux. Альбом записывался в студии Hendrix с продюсером Арека Мальчевского. После выхода альбома последовал небольшой тур вместе с Artrosis и Aion, длившийся с 1 по 12 октября.

## Состав
- Бартек Костшева — вокал, гитара
- Войцех Костшева — клавишные
- Яцек Монкевич — бас
- Малгожата Разняк — вокал, флейта
- Павел Возняк — гитара
- Роман Голебёвский — ударные

## Дискография
- 1995 — Excellent Darkness Art (демо)
- 1998 — When the Twilight Set in Again
- 2000 — Ad Sidera, Ad Infinitum
- 2001 — Ex Oriente Lux
- 2002 — XIII Voltum Lunae
- 2004 — Lux in Tenebris (DVD)
- 2004 — EyeMDX-tasy
- 2012 — Stairs to nowhere